# Gokudō Daisensō
Gokudō Daisensō (極道大戦争) ou (Yakuza Apocalypse (título em Portugal) ) é um filme japonês de ação e fantasia realizado por Takashi Miike. Foi lançado no Japão a 20 de junho de 2015. Em Portugal o filme foi exibido a 10 de setembro de 2015 no MotelX - Festival Internacional de Cinema de Terror de Lisboa.

## Elenco
- Hayato Ichihara como Akira Kageyama
- Yayan Ruhian como Kyoken (狂犬)
- Riko Narumi como Kyōko Anan
- Lily Franky como Genyō Kamiura
- Reiko Takashima